# 탄두르

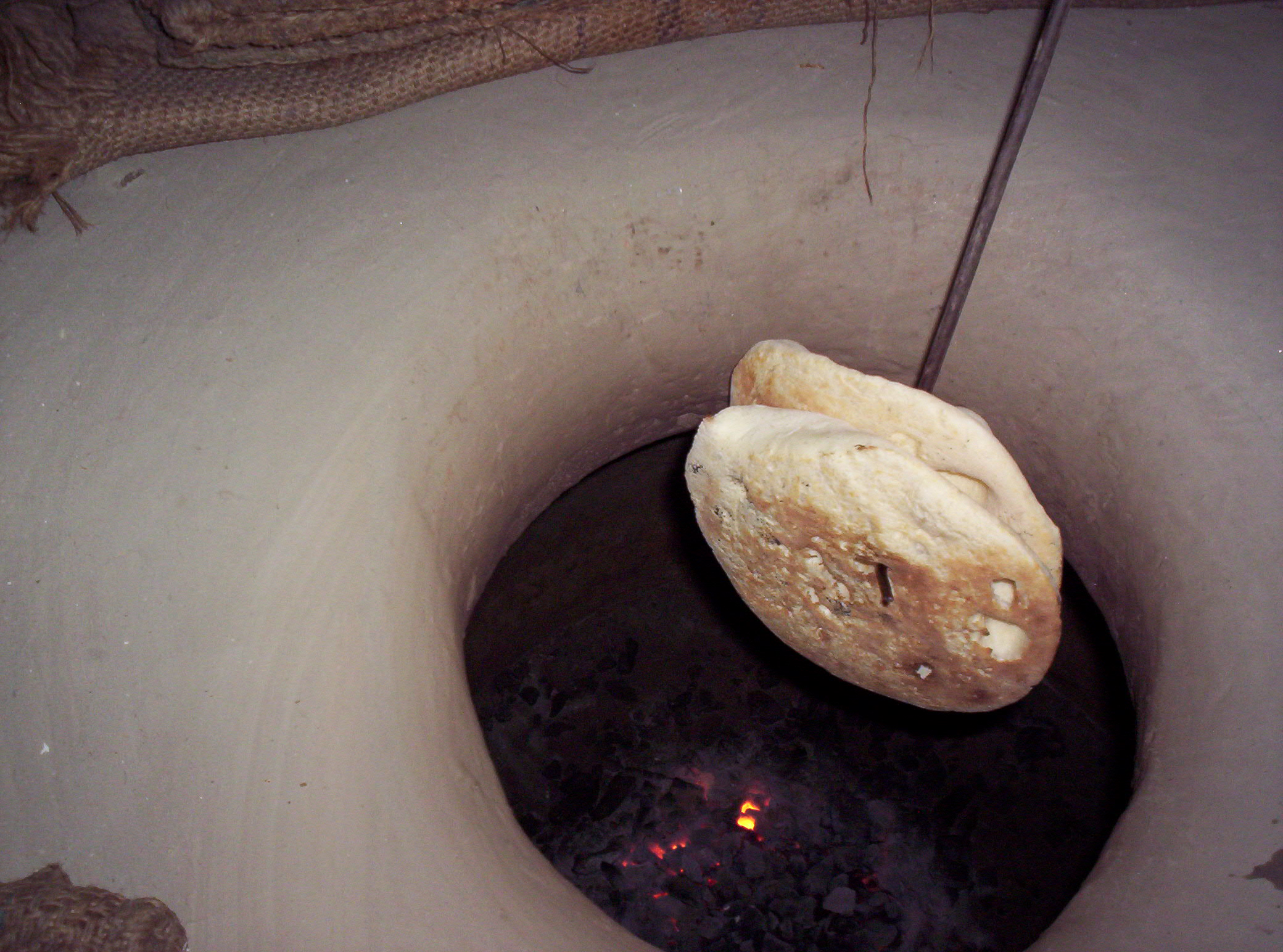
탄두르

탄두르(tandoor)는 북부 인도에서 아프가니스탄에 걸친 지역에서 사용되는 원통형의 점토로 만든 항아리 가마 형식 오븐이다. 석탄 또는 나무를 가마 바닥에 점화 가열하여 일반적으로 480°C 가까운 고온을 유지하기 위해 장시간 불을 놓는다. 크기는 가정용의 작은 것으로부터 레스토랑의 큰 것까지 다양하며, 전 세계 인도 요리점에도 설치되어 있다.

## 같이 보기
- 탄두리 치킨